# Corolário Roosevelt

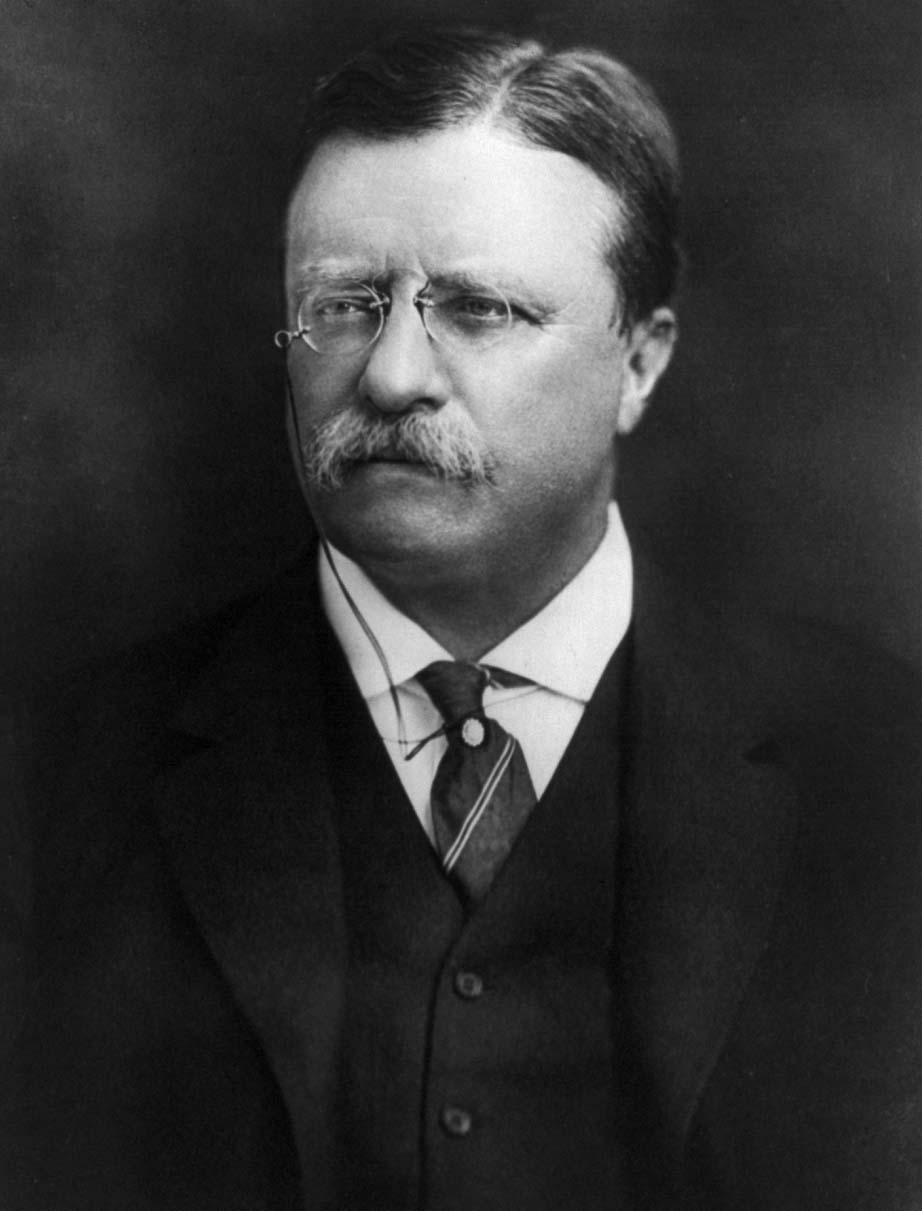
Theodore D. Roosevelt.

O Corolário Roosevelt foi um postulado de política externa, em adição à Doutrina Monroe, de autoria do presidente dos Estados Unidos Theodore Roosevelt. Conjugado com a Política do Grande Porrete (em inglêsː Big Stick Diplomacy), o Corolário foi o marco de um período de controle direto dos EUA sobre os países latino-americanos.
Segundo a Doutrina Monroe, enunciada por James Monroe em 1820, as nações da América deveriam, a partir de então, ser isentas de nova colonização europeia. Como consequência dessa doutrina, os Estados Unidos se comprometiam com a independência e a integridade das nações americanas perante o expansionismo das potências europeias.
Roosevelt vinculou sua política à Doutrina Monroe, e também foi consistente com sua política externa incluída em sua Diplomacia Big Stick. Roosevelt afirmou que, de acordo com a Doutrina Monroe, os Estados Unidos estavam justificados em exercer "poder de polícia internacional" para pôr fim à agitação crônica ou irregularidades no Hemisfério Ocidental.
O Corolário Roosevelt foi expresso na Mensagem Anual do Presidente ao Congresso dos EUA de 1904. Os Estados Unidos se declararam dispostos a ocupar militarmente países que estivessem passando por uma crise devido a sua dívida externa. Na Mensagem, Roosevelt expressou sua convicção de que uma nação que consegue manter a ordem e cumprir com suas obrigações não precisa temer a interferência dos Estados Unidos. No entanto, uma "nação civilizada" como os Estados Unidos teria que assumir o papel de "polícia do mundo", e ser obrigada a intervir, no caso de um enfraquecimento dos laços da sociedade civilizada em outros países.
E aduz que os Estados Unidos só interfeririam diretamente em último caso, se fossem violados os direitos dos Estados Unidos ou se um mau comportamento das nações da América provocasse a intervenção de credores europeus, em violação da Doutrina Monroe.

## Conteúdo do Corolário
A mensagem anual de Roosevelt em 6 de dezembro de 1904, ao Congresso declarou:
Tudo o que este país deseja é ver os países vizinhos estáveis, ordeiros e prósperos. Qualquer país cujo povo se conduza bem pode contar com nossa grande amizade. Se uma nação mostra que sabe agir com razoável eficiência e decência em questões sociais e políticas, se mantém a ordem e paga suas obrigações, não precisa temer a interferência dos Estados Unidos. Uma transgressão crônica, ou uma impotência que resulta em um afrouxamento geral dos laços da sociedade civilizada, pode na América, como em outros lugares, em última análise exigir a intervenção de alguma nação civilizada, e no Hemisfério Ocidental a adesão dos Estados Unidos à Doutrina Monroe pode forçar os Estados Unidos, embora com relutância, em casos flagrantes de tais transgressões ou impotência, a exercer um poder de polícia internacional.
Enquanto a Doutrina Monroe advertia as potências europeias para manter as mãos longe dos países das Américas, o presidente Roosevelt agora dizia que "uma vez que os Estados Unidos não permitiriam que as potências europeias colocassem as mãos, ele próprio tinha a obrigação de fazê-lo. Em suma, ele iria intervir para impedi-los de intervir". 

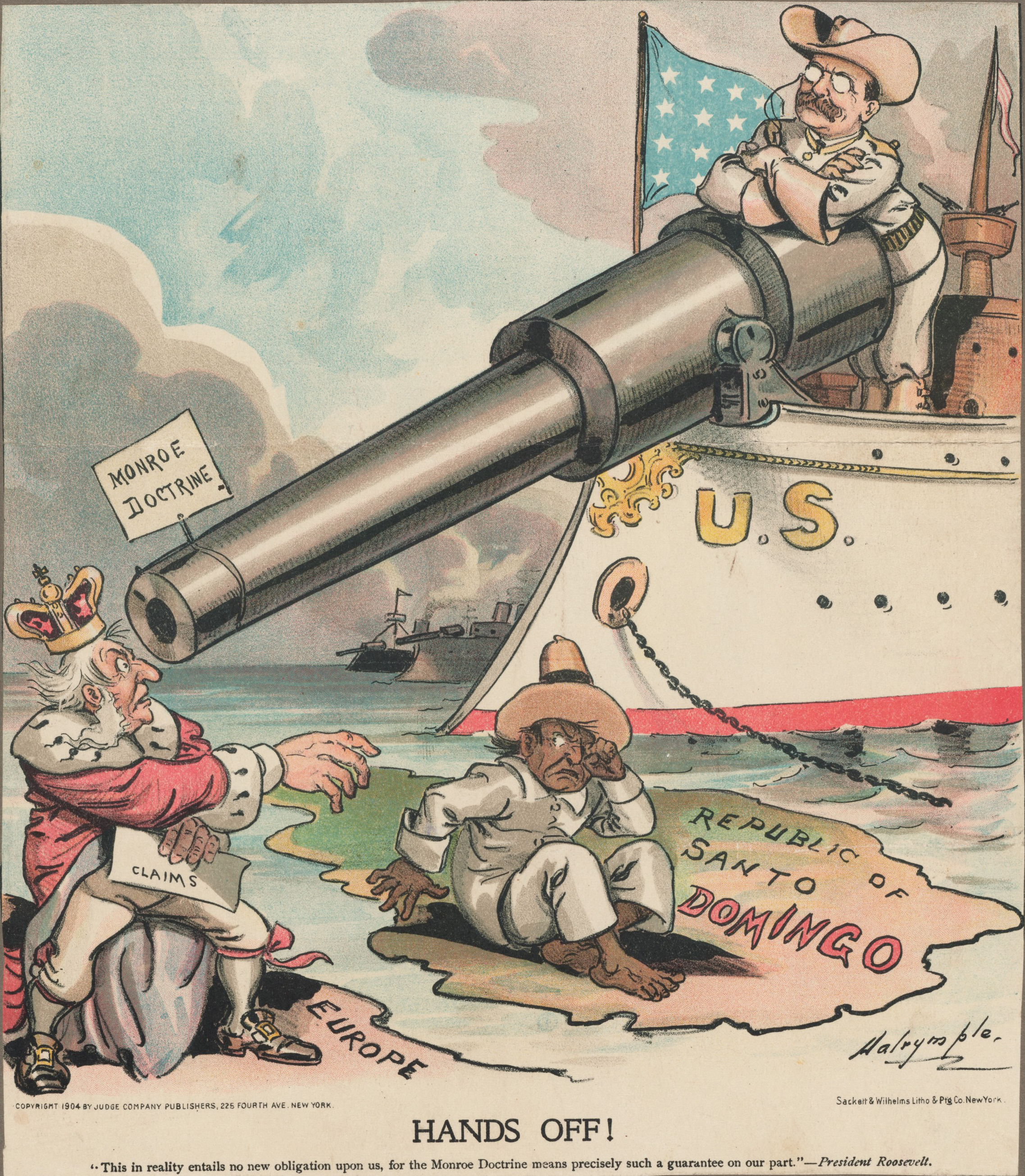
Caricatura política retratando Theodore Roosevelt usando a Doutrina Monroe para manter os poderes europeus fora da República Dominicana.

O Corolário Roosevelt foi motivado pela reação violenta do Reino Unido, Itália e Alemanha à crise da dívida venezuelana em 1902 e 1903. O Corolário Roosevelt foi lembrado por presidentes dos EUA nas intervenções americanas em Cuba (1906-1910), Nicarágua (1909-1911, 1912-1925 e 1926-1933), Haiti (1915-1934) e República Dominicana (1916-1924).
O Corolário Roosevelt foi suplantado pela Política da Boa Vizinhança, apresentada no discurso inaugural de Franklin Roosevelt, em 1933.

## Mudança para a política de "boa vizinhança"
Em 1928, o presidente Calvin Coolidge emitiu o Clark Memorandum, muitas vezes visto como um repúdio parcial do Corolário de Roosevelt, que afirmava que os Estados Unidos não tinham o direito de intervir quando houvesse uma ameaça de potências europeias. Herbert Hoover também ajudou a afastar os EUA das tendências imperialistas do Corolário de Roosevelt, fazendo viagens de boa vontade, retirando tropas da Nicarágua e do Haiti e abstendo-se de intervir nos assuntos internos dos países vizinhos.
Em 1934, o presidente Franklin D. Roosevelt renunciou ainda mais ao intervencionismo e estabeleceu sua "política de boa vizinhança" que levou à anulação da Emenda Platt pelo Tratado de Relações com Cuba em 1934, e à negociação de compensação pela nacionalização mexicana de estrangeiros e ativos petrolíferos em 1938. De fato, deixando incontestável o surgimento de ditaduras como a de Fulgencio Batista em Cuba, Rafael Leonidas Trujillo na República Dominicana, Anastasio Somoza na Nicarágua e François Duvalier no Haiti foram considerados "ditadores Frankenstein "devido ao manejo incorreto das ocupações americanas nos países.